# 安峰镇
安峰镇，是中华人民共和国江苏省连云港市东海县下辖的一个乡镇级行政单位。

## 行政区划
安峰镇下辖以下地区：
山庄村、山东村、大放村、后放村、马圩村、钟何村、六马村、峰南村、石埠村、山南村、山西村、峰西村、蒋河村、大稠村、陈集村、陈东村、小稠村、库西村、阜塘村、毛北村、毛南村和杨村。